# Sheldon Jeter
Sheldon Davon Theodore Jeter (Beaver Falls, 24 luglio 1994) è un ex cestista statunitense.

## Palmarès
- Coppa di Bulgaria: 1

Rilski Sportist: 2018